# SN 1997C
SN 1997C – supernowa typu Ia odkryta 13 stycznia 1997 roku w galaktyce NGC 3160. W momencie odkrycia miała maksymalną jasność 17,50m.